# Empoasca occidua
Empoasca occidua är en insektsart som beskrevs av Ross 1963. Empoasca occidua ingår i släktet Empoasca och familjen dvärgstritar. Inga underarter finns listade i Catalogue of Life.